# Pasifèids
Els pasifèids (Pasiphaeidae) són una família de crustacis decàpodes carideus, l'única de la superfamília dels pasifeoïdeus (Pasiphaeoidea).
Viuen en el plàncton, on arriben a formar grans concentracions d'individus principalment a la primavera; per això són una de les preses habituals de peixos i cefalòpodes.
L'espècie més comuna en el Mediterrani occidental és Pasiphaea sivado, i és fàcil trobar-la en la panxa de peixos com la maire (Micromesistius poutassou) o el lluç (Merluccius merluccius).

## Sistemàtica
La família del pasifèids inclou 102 espècies en 7 gèneres:
- Alainopasiphaea Hayashi, 1999
- Eupasiphae Wood Mason i Alcock, 1893
- Glyphus Milne-Edwards, 1863
- Leptochela Stimpson, 1860
- Parapasiphae S. I. Smith, 1884
- Pasiphaea Savigny, 1816
- Psathyrocaris Wood Mason i Alcock, 1893